# Ga Maetan–Gwonseon
Ga Maetan–Gwonseon (Tiếng Hàn: 매탄권선역, Hanja: 梅灘勸善驛) là ga tàu điện ngầm trên Tuyến Suin–Bundang nằm giữa Maetan-dong, Yeongtong-gu và Gwonseon-dong, Gwonseon-gu, Suwon-si, Gyeonggi-do.

## Lịch sử
- 7 tháng 10 năm 2013: Thông báo bảng cự ly đường sắt[1]
- 30 tháng 11 năm 2013: Bắt đầu hoạt động

## Bố trí ga
| ↑ Mangpo              |
| \| １                 |
| Tòa thị chính Suwon ↓ |

| １ | ●Tuyến Suin–Bundang | → Hướng đi Tòa thị chính Suwon · Suwon · Đại học Hanyang tại Ansan · Incheon → |
| ２ | ●Tuyến Suin–Bundang | ← Hướng đi Giheung · Seohyeon · Seonjeongneung · Cheongnyangni                 |

## Xung quanh nhà ga
| Lối ra \| 나가는 곳 \| Exit \| 出口 | Lối ra \| 나가는 곳 \| Exit \| 出口                                                        | Ghi chú           |
| ----------------------------------- | ------------------------------------------------------------------------------------------ | ----------------- |
| 1                                   | Khu vực Shindong Hướng tới Khu phức hợp Yeongtong Raemian Mark One 1, 2                    | Có thang cuốn     |
| 2                                   | Hướng tới trường tiểu học Myeongdang và trường trung học Hwahong                           | Chỉ có thang cuốn |
| 3                                   | Giáo phận Công giáo Suwon Nhà thờ Gwonseon-dong Trụ sở Thảm họa và Hỏa hoạn Gyeonggi-do    | Có thang cuốn     |
| 4                                   | Trường trung học cơ sở Maehyeon Trường tiểu học Maehyeon Trung tâm cộng đồng Maetan 3-dong | Có thang cuốn     |
| 5                                   | Hướng tới suối Woncheonri và cầu Baeknyeongyo                                              | Có thang cuốn     |

## Hình ảnh

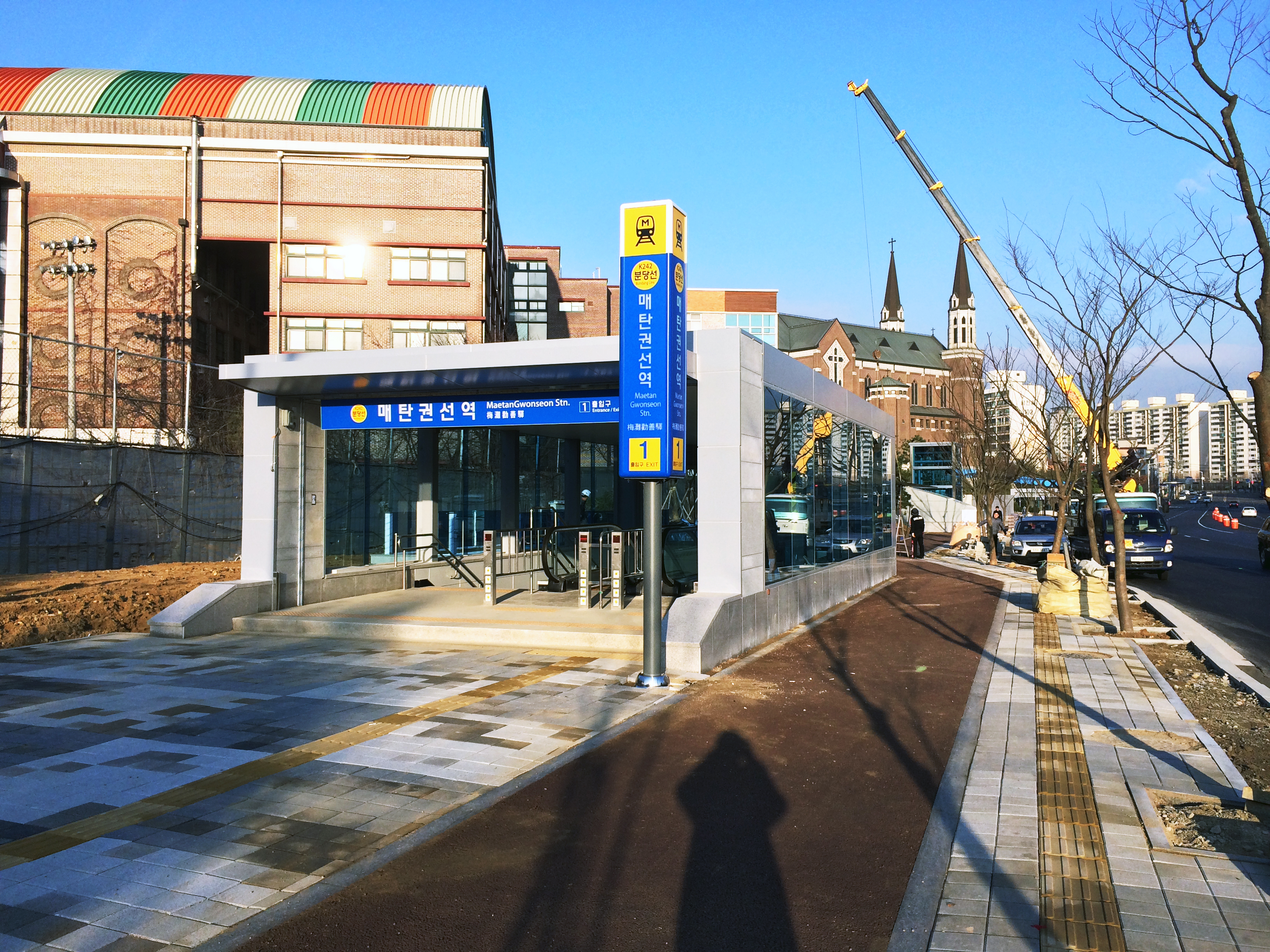
Lối ra 1
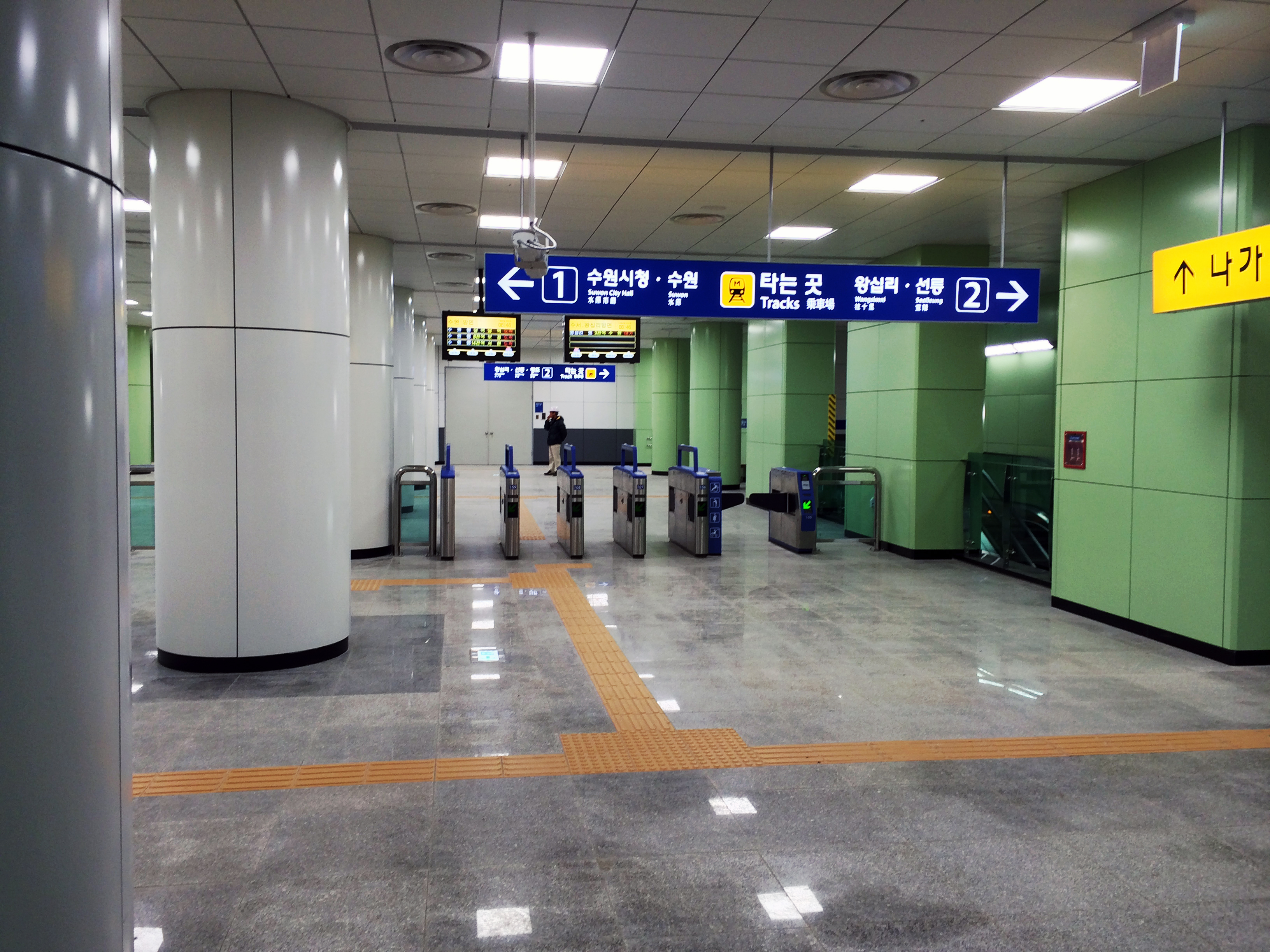
Cửa soát vé